# Regierungspräsidium Karlsruhe

Lage des Regierungsbezirks Karlsruhe in Baden-Württemberg

Das Regierungspräsidium Karlsruhe ist eine Landesmittelbehörde von Baden-Württemberg. Sie ist die Verwaltungsbehörde des gleichnamigen Regierungsbezirks. Der Sitz des Regierungspräsidiums befindet sich am Schlossplatz 1–3 im Karlsruher Stadtteil Innenstadt-Ost. Das Regierungspräsidium als Behörde ist der unmittelbaren (direkten) Staatsverwaltung zugeordnet. Der Haushaltsplan des Landes Baden-Württemberg sieht für das Regierungspräsidium Karlsruhe im Jahr 2023 insgesamt Einnahmen von 55.556.400 Euro und Ausgaben von 80.398.600 Euro vor.
Gemäß § 3 Abs. 1 Nr. 5 Landeshoheitszeichengesetz (LHzG) führt das Regierungspräsidium Karlsruhe als Hoheitszeichen das große Landeswappen.

## Organisation
Die Behörde ist organisatorisch in 8 Fachabteilungen und 57 Referate gegliedert. Der Regierungspräsidentin unmittelbar nachgeordnet sind der persönliche Referent, die „Beauftragte für Chancengleichheit“ und die „Vertrauensperson der Schwerbehinderten“.
Das Regierungspräsidium zählt rund 1740 Mitarbeiter. Die Behördenleitung hat seit dem 1. April 2019 die Regierungspräsidentin Sylvia Felder (CDU) inne. Als Regierungspräsidentin fungiert Felder als politische Beamtin und vertritt die Landesregierung im Regierungsbezirk und ist für den Vollzug (Umsetzung) der gesetzlichen Aufgaben und der Ziele der Landespolitik verantwortlich.

## Zuständigkeiten
Als mittlere Landesbehörde steht sie zwischen dem Land Baden-Württemberg und der kommunalen Ebene (Land- und Stadtkreise sowie Große Kreisstädte, Städte und Gemeinden). Der Zuständigkeitsbereich des Regierungspräsidiums Karlsruhe ist mit dem gleichnamigen Regierungsbezirk deckungsgleich und erstreckt sich über sieben Land- und fünf Stadtkreise. Die Zuständigkeit umfasst den Landkreis Calw, den Enzkreis, die Landkreise Freudenstadt und Karlsruhe, den Neckar-Odenwald-Kreis, den Landkreis Rastatt, den Rhein-Neckar-Kreis sowie die Stadtkreise Baden-Baden, Heidelberg, Karlsruhe, Mannheim und Pforzheim. Somit ist das Regierungspräsidium für rund 2,8 Millionen Einwohner (31. Dezember 2023) tätig.
Hinsichtlich der Themen ist das Regierungspräsidium Karlsruhe in seinem Verwaltungsgebiet zuständig für: Steuerung, Verwaltung und Bevölkerungsschutz, Wirtschaft, Raumordnung, Bau-, Denkmal- und Gesundheitswesen, Landwirtschaft, Ländlicher Raum, Veterinär- und Lebensmittelwesen, Mobilität, Verkehr, Straßen, Umwelt, Schule und Bildung, Asylrecht, Ausländer, Rückkehrmanagement, Spätaussiedler, Zentrale Bußgeldstelle, Lotterie- und Glücksspielrecht, Flüchtlingsangelegenheiten (landesweite Steuerung), Aufnahme, Unterbringung, Verteilung.